# Svizzera ai Giochi della XVIII Olimpiade
La Svizzera partecipò ai Giochi della XVIII Olimpiade, svoltisi a Tokyo, Giappone, dal 10 al 24 ottobre 1964, con una delegazione di 66 atleti impegnati in tredici discipline.

## Medagliere

### Per discipline
| Sport       | Oro | Argento | Bronzo | Totale |
| ----------- | --- | ------- | ------ | ------ |
| Equitazione | 1   | 1       | 0      | 2      |
| Judo        | 0   | 1       | 0      | 1      |
| Canottaggio | 0   | 0       | 1      | 1      |
| Totale      | 1   | 2       | 1      | 4      |

### Medaglie
| Medaglia | Atleta                                              | Sport       | Evento               |
| -------- | --------------------------------------------------- | ----------- | -------------------- |
| Oro      | Henri Chammartin                                    | Equitazione | Dressage individuale |
| Argento  | Henri Chammartin Gustav Fischer Marianne Gossweiler | Equitazione | Dressage a squadre   |
| Argento  | Eric Hänni                                          | Judo        | 68 kg maschile       |
| Bronzo   | Göpf Kottmann                                       | Canottaggio | Singolo maschile     |